# Flårjuvnutane
Die Flårjuvnutane sind eine Gruppe kleiner Berggipfel im ostantarktischen Königin-Maud-Land. Im Ahlmannryggen ragen sie 1,5 km westlich des Flårjuven auf.
Norwegische Kartografen, die der Gruppe auch ihren Namen gaben, kartierten sie anhand von Vermessungen und Luftaufnahmen der Norwegisch-Britisch-Schwedischen Antarktisexpedition (1949–1952).